# Präsidentschaftswahl in Senegal 2012
Die Präsidentschaftswahl in Senegal 2012 fand am 26. Februar (erster Wahlgang) und am  25. März (Stichwahl) statt. Im Vorfeld der Wahl hatte es gewalttätige Proteste gegen die angekündigte dritte Kandidatur des 85-jährigen amtierenden Präsidenten Abdoulaye Wade, die Zurückweisung der angestrebten Kandidatur des international bekannten Popstars Youssou N’Dour und die Misshandlung mehrerer Oppositionspolitiker durch die Polizei gegeben. Der Wahltag selbst verlief friedlich, die Wahlbeteiligung lag bei knapp 52 %.
Keiner der Kandidaten erreichte im ersten Wahlgang eine absolute Mehrheit. Daher musste Wade, der 35 % der Stimmen erreichte, überraschend in einer Stichwahl gegen Macky Sall antreten, der knapp 27 % der Stimmen erhielt. Drittplatzierter war Moustapha Niasse mit 13 %. Damit waren in der ersten Runde sowohl der erfolgreichste Gegenkandidat Wades bei der Präsidentschaftswahl 2007, Idrissa Seck, als auch der Kandidat der ehemaligen sozialistischen Staatspartei, Ousmane Tanor Dieng, weit abgeschlagen. Die Notwendigkeit einer Stichwahl wurde von Wades Sprecher zwei Tage nach der Wahl anerkannt.
Noch am Wahlabend gestand Wade seine Niederlage ein und gratulierte Sall telefonisch zu dessen Sieg. Laut dem amtlichen Endergebnis, das am 30. März bekanntgegeben wurde, erhielt Sall 65,8 % der Stimmen bei einer Wahlbeteiligung von 55 %.

## Wichtigste Kandidaten
- Abdoulaye Wade, 85, amtierender Präsident des Senegal seit 2001. Wade war 30 Jahre lang der wichtigste Führer der Opposition gegen die ehemalige sozialistische Staatspartei des Senegal, Parti Socialiste du Sénégal, und saß mehrfach für seine Überzeugungen in Haft. Nach mehreren vergeblichen Versuchen gewann er die Präsidentschaftswahlen im Jahr 2000. In seiner Regierungszeit förderte er die Modernisierung des Senegal und die Lösung des Landes aus der Abhängigkeit von Frankreich. Seine Gegner werfen ihm jedoch Verrat an den alten demokratischen Idealen, eine zunehmende Tendenz zu Größenwahn und autokratischer Herrschaft, Korruption und Nepotismus vor.[7][8]
- Macky Sall, 51, war zwischen 2000 und 2008 Energieminister, Innenminister, Premierminister, Parlamentspräsident unter Wade. Bruch mit dem Präsidenten, nachdem er den Sohn des Präsidenten zu einer Anhörung wg. Korruptionsverdacht einbestellt hatte.[9] Heute ist Sall Mitglied der Alliance pour la République (APR-Yaakaar)
- Moustapha Niasse, 72, in den 1990er Jahren Außenminister des Senegal, und 2000 Premierminister unter Wade, brach später sowohl mit Wades Parti Démocratique Sénégalaise als auch mit der ehemaligen Staatspartei Parti Socialiste du Sénégal. Er ist Kandidat der Oppositionskoalition Bennoo Siggil Sénégal.[10]
- Idrissa Seck, 52, ehemaliger Wade-Anhänger und ehemaliger Premierminister. Bei der Wahl 2007 Wades gefährlichster Gegenkandidat, Chef der Partei Rewmi.
- Ousmane Tanor Dieng, 65, ist Generalsekretär der Parti Socialiste du Sénégal, die das Land vom Jahr der Unabhängigkeit 1960 bis zum Jahr 2000 regierte. Dieng hatte bereits unter dem Gründerpräsidenten Léopold Senghor Ämter inne.[11]

| Kandidat | Kandidat              | Partei                                                         | Ergebnis 2007     |
| -------- | --------------------- | -------------------------------------------------------------- | ----------------- |
|          | Moustapha Niasse      | Bennoo Siggil Sénégal Vereint für Senegal                      | 5,9 %             |
|          | Macky Sall            | Alliance pour la République, Mitglied von M 23                 | unterstützte Wade |
|          | Idrissa Seck          | Rewmi                                                          | 14,9 %            |
|          | Abdoulaye Wade        | Parti Démocratique Sénégalais                                  | 55,9 %            |
|          | Mor Dieng             | Yaakaar, le Parti de l’Espoir Yaakaar, die Partei der Hoffnung | –                 |
|          | Cheikh Tidiane Gadio  | Louy Jot Jotna                                                 | unterstützte Wade |
|          | Cheikh Bamba Dièye    | Front pour le socialisme et la démocratie/Benno Jubël          | 0,5 %             |
|          | Doudou Ndoye          | Union pour la République                                       | –                 |
|          | Djibril Ngom          | Unabhängig                                                     | –                 |
|          | Ibrahima Fall         | Unabhängig                                                     | –                 |
|          | Ousmane Tanor Dieng   | Parti Socialiste du Sénégal                                    | 13,6 %            |
|          | Diouma Dieng Diakhaté | Initiative démocratique jogal                                  | –                 |
|          | Oumar Khassimou Dia   | Parti humaniste Naxx Jarinu                                    | –                 |
|          | Amsatou Sow Sidibé    | Parti pour la démocratie et la citoyenneté                     | –                 |

## Ergebnis
| Kandidaten                                                  | Parteien                                              | 1. Wahlgang | 1. Wahlgang | 2. Wahlgang | 2. Wahlgang |
| Kandidaten                                                  | Parteien                                              | Stimmen     | %           | Stimmen     | %           |
| ----------------------------------------------------------- | ----------------------------------------------------- | ----------- | ----------- | ----------- | ----------- |
| Macky Sall                                                  | Alliance pour la République                           | 719.367     | 26,6        | 1.909.244   | 65,8        |
| Abdoulaye Wade                                              | Parti Démocratique Sénégalais                         | 942.327     | 34,8        | 992.556     | 34,2        |
| Moustapha Niasse                                            | Alliance des forces de progrès                        | 357.330     | 13,2        |             |             |
| Ousmane Tanor Dieng                                         | Parti Socialiste                                      | 305.924     | 11,3        |             |             |
| Idrissa Seck                                                | Rewmi                                                 | 212.853     | 7,9         |             |             |
| Cheikh Bamba Dièye                                          | Front pour le socialisme et la démocratie/Benno Jubël | 52.196      | 1,9         |             |             |
| Ibrahima Fall                                               | Unabhängig                                            | 48.972      | 1,8         |             |             |
| Cheikh Tidiane Gadio                                        | Louy Jot Jotna                                        | 26.655      | 1,0         |             |             |
| Mor Dieng                                                   | Yaakaar, le Parti de l’Espoir                         | 11.402      | 0,4         |             |             |
| Djibril Ngom                                                | Unabhängig                                            | 10.207      | 0,4         |             |             |
| Oumar Khassimou Dia                                         | Parti humaniste Naxx Jarinu                           | 6.469       | 0,2         |             |             |
| Amsatou Sow Sidibé                                          | Parti pour la démocratie et la citoyenneté            | 5.167       | 0,2         |             |             |
| Doudou Ndoye                                                | Union pour la République                              | 4.566       | 0,2         |             |             |
| Diouma Dieng Diakhaté                                       | Initiative démocratique jogal                         | 3.354       | 0,1         |             |             |
| Gesamt                                                      | Gesamt                                                | 2.706.789   | 100         | 2.901.800   | 100         |
|                                                             |                                                       |             |             |             |             |
| Ungültige Stimmen                                           | Ungültige Stimmen                                     | 28.346      | 1,0         | 14.093      | 0,5         |
| Wähler                                                      | Wähler                                                | 2.735.135   | 51,6        | 2.915.893   | 55,0        |
| Wahlberechtigte                                             | Wahlberechtigte                                       | 5.302.349   |             | 5.301.648   |             |
|                                                             |                                                       |             |             |             |             |
| Quellen: Conseil constitutionnel, 1. Wahlgang – 2. Wahlgang |                                                       |             |             |             |             |

## Proteste im Vorfeld der ersten Wahlrunde, M 23 und Bennoo Siggil Sénégal
Die Ankündigung der dritten Kandidatur Wades hatte am 23. Juni 2011 Massenproteste ausgelöst, die zur Geburtsstunde des oppositionellen Mouvement du 23 Juin („Bewegung des 23, Juni“), kurz M 23 wurde. Der Initiator der M 23 und Vorsitzende der Afrikanischen Vereinigung zur Verteidigung der Menschenrechte (Raddho), Alioune Tine, wurde im Januar 2012 verhaftet. Zur Oppositionsbewegung gehört außerdem die aus der sozialistischen Partei und weiteren sozialistischen bzw. kommunistischen Parteien bestehende Koalition Bennoo Siggil Sénégal („Vereint für Senegal“), die die Bildung einer Übergangsregierung zur Erarbeitung einer neuen Verfassung und Organisation von Neuwahlen verlangt. In der Nacht zum 29. Januar kam es zu weiteren Protesten, als die Zulassung der dritten Kandidatur Wades bekannt wurde. Bei den Protesten wurde ein Polizist getötet.

## Umstrittene Kandidatur Wades
Abdoulaye Wade ist seit der Präsidentschaftswahl 2000 im Amt und war 2007 in einer von der Opposition kritisierten Wahl im Amt bestätigt worden. Die 2001 unter der Präsidentschaft Wades eingeführte neue senegalesische Verfassung ließ nur zwei Amtsperioden von je fünf Jahren zu – im Unterschied zu der vorherigen Verfassung, die eine unbegrenzte Anzahl von 7-Jahres-Amtszeiten zuließ. 2008 wurde die neue Verfassung wiederum geändert, seither gelten zwei Amtszeiten von je sieben Jahren als Grenze. Wade argumentierte jedoch, dass die neue Bestimmung während seiner 1. Amtszeit eingeführt worden ist, er sich damit in der ersten Amtsperiode seit der Gültigkeit befindet und somit noch einmal kandidieren dürfe. Wade tritt für die Parti Démocratique Sénégalais an.

## Abgelehnte Kandidatur N’Dours
Die Ankündigung der Kandidatur Youssou N’Dours hatte ursprünglich international mehr Aufsehen erregt als in seinem eigenen Heimatland. Erst die Ablehnung der Kandidatur durch die Verfassungsrichter des Landes (Begründung: von den 12.936 Unterschriften, die N’Dour eingereicht hatte, seien nur 8.911 gültig) machte N’Dour zu einem Teil der schon länger aktiven jugendlichen Protestbewegung „M23“ (Mouvement du 23 Juin) des Senegals, die sich am arabischen Frühling orientiert.
Am 21. Februar wurde N’Dour bei einer nicht genehmigten Demonstration am Bein verletzt. Er wurde ärztlich behandelt.